# Akira Lenting
Akira Lenting (jap. レンティング 陽, Rentingu Akira; * 11. August 1990 in der Präfektur Tokio) ist ein ehemaliger japanischer Skilangläufer.

## Werdegang
Geboren in Tokio als Sohn eines Neuseeländers und einer Japanerin, wuchs er in Shinano auf. In der Mittelschule trat er in deren Skiclub ein, wo er in der 9. Klasse die japanischen Mittelschulmeisterschaften in 5 km klassisch und bei den japanischen Olympischen Jugendspielen (Junioren-Skimeisterschaften) im klassischen 10 km-Skilanglauf gewann. 2007/08 wurde er Zweiter bei den Interhigh-Meisterschaften sowie 29. klassisch bei den Weltjuniorenmeisterschaften in Italien bzw. im Jahr darauf in Praz-de-Lys-Sommand Platz neun beim Skiathlon bzw. elf beim Skating. Er studierte bis März 2013 an der Waseda-Universität.
Lenting nahm von 2008 bis 2018 vorwiegend am Far East Cup teil. Dabei holte er 11 Siege und gewann in der Saison 2010/11 und 2015/16 die Gesamtwertung. 2011/12, 2012/13 und 2013/14 wurde er Dritter und 2016/17 Zweiter in der Gesamtwertung. Sein erstes Weltcuprennen lief er im November 2010 in Gällivare, welches er auf dem 83. Rang über 15 km klassisch beendete. Seine besten Platzierungen bei den nordischen Skiweltmeisterschaften 2013 im Val di Fiemme waren der 44. Platz im 30-km-Skiathlon und der achten Rang in der Staffel. In der Saison 2013/14 holte er mit dem 26. Platz in der Verfolgung in Kuusamo und den 28. Platz über 15 km klassisch in Toblach seine ersten Weltcuppunkte. Bei den Olympischen Winterspielen 2014 in Sotschi belegte er den 16. Platz mit der Staffel. Seine besten Resultate bei den nordischen Skiweltmeisterschaften 2015 in Falun waren der 25. Platz im Skiathlon und der 12. Platz mit der Staffel. In der Saison 2016/17 errang er den 56. Platz bei der Weltcup-Minitour in Lillehammer und den 48. Platz beim Weltcup-Finale in Québec. Zudem erreichte er in Pyeongchang mit dem 16. Platz im Skiathlon seine beste Platzierung im Weltcupeinzel. Bei den Winter-Asienspielen 2017 in Sapporo holte er die Bronzemedaille über 15 km Freistil und jeweils die Goldmedaille im 30-km-Massenstartrennen, mit der Staffel und über 10 km klassisch.

## Erfolge

### Siege bei Continental-Cup-Rennen
| Nr. | Datum             | Ort             | Disziplin       | Serie        |
| --- | ----------------- | --------------- | --------------- | ------------ |
| 1.  | 21. Dezember 2010 | Alpensia Resort | 10 km klassisch | Far East Cup |
| 2.  | 26. Dezember 2013 | Otoineppu       | 10 km klassisch | Far East Cup |
| 3.  | 27. Dezember 2013 | Otoineppu       | 10 km Freistil  | Far East Cup |
| 4.  | 8. Januar 2014    | Sapporo         | 10 km Freistil  | Far East Cup |
| 5.  | 6. Januar 2015    | Sapporo         | 10 km klassisch | Far East Cup |
| 6.  | 8. Januar 2016    | Sapporo         | 15 km Freistil  | Far East Cup |
| 7.  | 26. Januar 2016   | Alpensia Resort | 10 km klassisch | Far East Cup |
| 8.  | 27. Januar 2016   | Alpensia Resort | 15 km Freistil  | Far East Cup |
| 9.  | 26. Dezember 2016 | Otoineppu       | 10 km klassisch | Far East Cup |
| 10. | 15. Januar 2017   | Alpensia Resort | 10 km klassisch | Far East Cup |
| 11. | 16. Januar 2017   | Alpensia Resort | 15 km Freistil  | Far East Cup |

## Statistik

### Platzierungen im Weltcup
Die Tabelle zeigt die erreichten Platzierungen im Einzelnen.
- 1.–3. Platz: Anzahl der Podiumsplatzierungen
- Top 10: Anzahl der Platzierungen unter den ersten zehn
- Punkteränge: Anzahl der Platzierungen innerhalb der Punkteränge
- Starts: Anzahl gelaufener Rennen in der jeweiligen Disziplin
- Hinweis: Bei den Distanzrennen erfolgt die Einordnung gemäß FIS.

| Platzierung         | Distanzrennen a | Distanzrennen a | Distanzrennen a | Distanzrennen a | Distanzrennen a | Skiathlon Verfolgung | Sprint | Etappen- rennen b | Gesamt | Team   | Team    |
| Platzierung         | ≤ 5 km          | ≤ 10 km         | ≤ 15 km         | ≤ 30 km         | > 30 km         | Skiathlon Verfolgung | Sprint | Etappen- rennen b | Gesamt | Sprint | Staffel |
| ------------------- | --------------- | --------------- | --------------- | --------------- | --------------- | -------------------- | ------ | ----------------- | ------ | ------ | ------- |
| 1. Platz            |                 |                 |                 |                 |                 |                      |        |                   |        |        |         |
| 2. Platz            |                 |                 |                 |                 |                 |                      |        |                   |        |        |         |
| 3. Platz            |                 |                 |                 |                 |                 |                      |        |                   |        |        |         |
| Top 10              |                 |                 |                 |                 |                 |                      |        |                   |        |        |         |
| Punkteränge         |                 |                 | 1               |                 |                 | 2                    |        |                   | 3      | 1      | 4       |
| Starts              |                 | 5               | 18              | 2               | 1               | 11                   | 7      | 6                 | 50     | 1      | 4       |
| Stand: Karriereende |                 |                 |                 |                 |                 |                      |        |                   |        |        |         |